# 8963 Collurio
A 8963 Collurio (ideiglenes jelöléssel 4651 P-L) egy kisbolygó a Naprendszerben. Cornelis Johannes van Houten, Ingrid van Houten-Groeneveld és Tom Gehrels fedezte fel 1960. szeptember 24-én.